# 黄集乡 (周口市)
黄集乡，是中华人民共和国河南省周口市淮阳区下辖的一个乡镇级行政单位。

## 行政区划
黄集乡下辖以下地区：
黄集村、大李村、魏寨村、胡王村、大池村、前家村、后家村、叶瓦房村、前申楼村、王楼村、双庙刘村、朱桥村、马庄村、青谷堆村、孙桥村、孙庄村、崔楼村、黄德寺村、王营子村和蔡洼村。